# Centrale solaire photovoltaïque d'Aniche
La centrale solaire photovoltaïque d'Aniche  est un projet de construction d'une centrale solaire photovoltaïque à Aniche, dans le Nord, en France, prévu pour être opérationnelle dans les années 2020.

## Description
Ce projet mené par Recy BTP vise à produire de l'électricité à partir de panneaux solaires installés sur une ancienne décharge sise au lieudit les Grands Ruots,, à l'est du finage de la commune d'Aniche. Mi-mars 2022, elle acquiert dans cette optique des parcelles à la commune à raison de 21 396 m2 pour un prix de 25 000 €.